# Aeroportul Vishakhapatnam
Aeroportul Vishakhapatnam (IATA: VTZ, ICAO: VOVZ) este un aeroport din Vishakhapatnam, Visakhapatnam district⁠(d), Andhra Pradesh, India ce deservește zona Vishakhapatnam. Aeroportul a fost tranzitat în decembrie 2022 de 245.648 de pasageri. A fost numit după zona deservită.
Situat la o altitudine de 3 m, aeroportul dispune de o singură pistă. Este operat de Airports Authority of India⁠(d).